# 塞瓦斯托波尔号铁甲舰
“塞瓦斯托波尔”号（俄语：Севастополь）在19世纪60年代初被俄罗斯帝国海军作为一艘58门火炮的木质巡防舰订购，但是在建造过程中被改造成了一艘32门火炮的装甲巡航舰。这使得该舰成为俄国首艘自造铁甲舰。该舰曾在波罗的海舰队服役，1880年被重新归类为一艘训练船。5年后“塞瓦斯托波尔”号就退役了，但直到1897年才被当作废品出售。

## 设计
“塞瓦斯托波尔”号垂標間距长300英尺（91.4），舷宽50英尺4英寸（15.3），舰首吃水深22英尺2英寸（6.8），舰尾吃水24英尺（7.3），全舰排水量6,135長噸（6,233公噸），舰首安装了一个钝铁制撞角。“塞瓦斯托波尔”号被认为是一艘性能优异的海船，舰上共有607名军官和士兵。
“塞瓦斯托波尔”号配备了由圣彼得堡伊若拉工厂建造的水平回程连杆蒸汽机。舰载数量不详的矩形锅炉输出蒸汽以驱动一具双叶螺旋桨。在海上试验期间，发动机产生的总功率为3,088匹指示馬力（2,303千瓦特），最大速度为13.95節（25.84每小時；16.05英里每小時）。该舰最多可装载400長噸（410公噸）燃煤，但其续航能力未见记载。随舰设置有三根桅杆并配备纵帆装具。
作为一艘重型巡防舰，“塞瓦斯托波尔”号计划装备54门俄罗斯当时最强大的7.72英寸（196）60磅滑膛炮，以及4门36磅滑膛炮。但是在改建为铁甲舰时，爱建的武器装备被更改为32门60磅炮，其中4门被布置在上层甲板上作为追击炮，其余28门被布置在下层甲板。1868年，下层甲板上的一门追击炮和另外两门炮被更换为8英寸（203）膛线炮。两年后又有11门60磅炮被更换为8英寸炮。1877年，该舰的武器装备再次改装为下层甲板上安装14门8英寸炮，上层甲板上安装的两门炮。上层甲板上还安装了1门6英寸（152）炮以及10门3.4英寸（86）膛线炮。
全舰的整个侧面都包覆有锻铁装甲，这些装甲在吃水线以下延伸5英尺2英寸（1.6）。舰舯部装甲厚4.5英寸（114），装甲后面衬有10英寸（254）厚的柚木。舰体前后两端50英尺（15.2）开始的侧面装甲逐渐减薄到3英寸（76），背后衬有6英寸厚的柚木。

## 建造和服役
“塞瓦斯托波尔”号得名自克里米亚战争期间的塞瓦斯托波尔围城战。该舰于1860年9月7日在喀琅施塔得开始建造时，是一艘58门炮重型巡航舰。1862年7月26日，该舰在建造中途被重新设计（改装为）一艘32门炮装甲巡航舰。这一改动使得该舰成为俄罗斯国内自行建造的第一艘铁甲舰。该舰于1864年8月12日下水，1865年7月8日服役。1870年，当局使用气囊将该舰舰尾提起并进行了修复作业。在这艘舰的整个服役生涯中都在波罗的海舰队，并于1880年3月23日被重新归类为训练船。“塞瓦斯托波尔”号于1885年6月15日退役，于1897年5月被出售拆解

## 脚注

### 出处
1. 1 2  杨冯生 (2021)，第76頁.
2. ↑  张恩东 (2018)，第1頁.
3. 1 2 3 4  Chesneau & Kolesnik (1979)，第173頁.
4. 1 2 3 4  Russian Ironclad Frigates Sevastopol and Petropavlovsk (1970)，第415頁.
5. 1 2 3 4 5 6  Tredea & Sozaev (2010)，第414頁.
6. ↑  Watts (1990)，第67頁.
7. ↑  Silverstone (1984)，第384頁.
8. ↑  . The Times (28460) (London). 1875-10-30. col E, p. 4.